# زیردریایی یو-۲۸۶
زیردریایی یو-۲۸۶ (به انگلیسی: German submarine U-286) یک زیردریایی بود که طول آن ۶۷٫۱ متر (۲۲۰ فوت ۲ اینچ) بود. این زیردریایی در سال ۱۹۴۳ ساخته شد.